# Hiemsia
Hiemsia är ett släkte av svampar. Hiemsia ingår i familjen Pyronemataceae, ordningen skålsvampar, klassen Pezizomycetes, divisionen sporsäcksvampar och riket svampar.